# Saison 2012-2013 du Valenciennes FC
Maillots
Chronologie
Saison précédente Saison suivante
La saison 2012-2013 du Valenciennes FC, club de football français, voit le club évoluer en Ligue 1 pour trente-deuxième fois de son histoire et pour la 7e fois consécutivement depuis sa remontée dans l'élite de la hiérarchie française en 2006. Le VAFC fête le centenaire de son existence.
Cette saison fait suite à la saison 2011-2012 qui a vu le club se doter : d'une nouvelle enceinte, le Stade du Hainaut, d'un nouveau président, Jean-Raymond Legrand qui été jusque-là adjoint de son prédécesseur Francis Decourrière, et enfin d'un nouvel entraineur, Daniel Sanchez entraîneur de 58 ans qui a emmené le club à la 12e place du classement de Ligue 1 lors du dernier exercice.
Valenciennes s'engage dans trois compétitions que sont la Ligue 1, la Coupe de France et la Coupe de la Ligue.

## Avant-saison

### Objectif du club
Depuis sa remontée en Ligue 1, les dirigeants du club nordiste ont chaque année comme premier objectif de maintenir le club dans la première division française. Si le club a connu quelque haut (5e ex æquo avec l’OM à trois mois de la fin lors de la saison 2007/2008), les ambitions n'en restent pas moins raisonnables.

« Ce que j'aimerais, c'est obtenir le maintien le plus vite possible. Pas à la dernière journée, pouvoir avancer plus sereinement. Il y a aussi les coupes, qui sont toujours un objectif même si on n'a peut-être pas l'effectif pour jouer sur tous les tableaux. Cette année, elle nous a déjà permis de rêver un peu (quart de finale de Coupe de France). »

— Jean-Raymond Legrand, le 3 août 2012

### Transferts

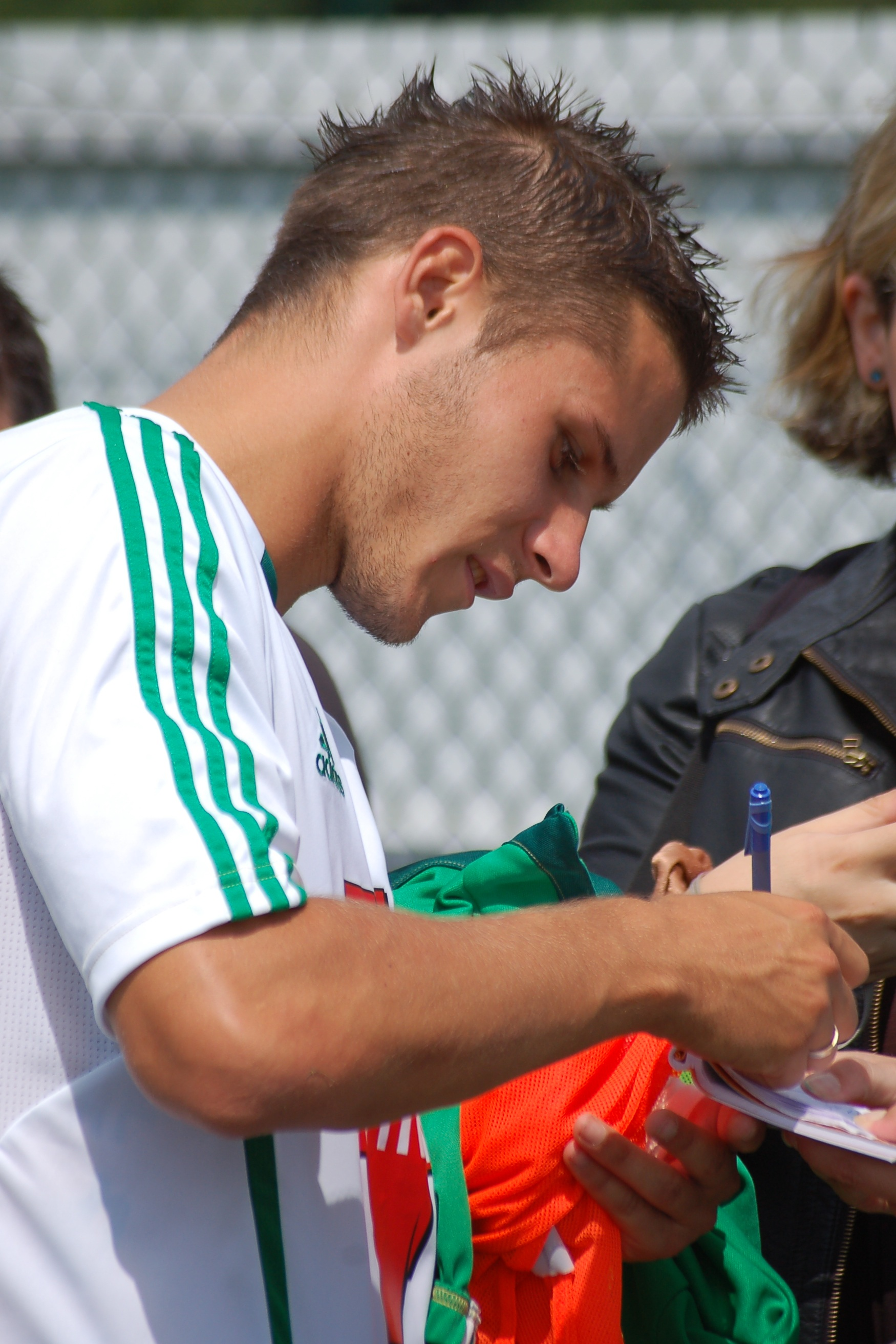
Loris Néry s'engage 4 ans pour le club.

En fin de contrat avec le VAFC, Renaud Cohade est en instance de départ en ce début de mercato. Principal cadre de l'équipe nordiste depuis 3 ans, il va s'engager avec l'AS Saint-Étienne le 19 juin 2012. Les rumeurs de son départ chez les verts circulaient depuis la période hivernale 2011-2012.
Le 22 juin 2012, Loris Néry fait le chemin inverse et quitte son club formateur de l'ASSE pour signer un contrat de quatre ans avec VA.
Le 1er juillet 2012, Christopher Mfuyi quitte le VAFC pour retourner chez son club formateur du FC Servette.
Carlos Sanchez, libéré de son contrat depuis juin dernier est annoncé du côté de Bolton ou encore de Rennes. Mais le Colombien va finalement rester à VA, sous forme d'un prêt d'une année. En effet, il s'est engagé chez le club chilien des Rangers Tallec.
Foued Kadir, Vincent Aboubakar et Gaëtan Bong suivis par l'Olympique de Marseille,, resteront finalement dans le nord, malgré l’intérêt du Shakhtar Donetsk, champion d'Ukraine en titre, pour le latéral gauche camerounais.
Le 31 août 2012, Mamadou Samassa s'engage en faveur de la formation italienne du Chievo Verone.
En toute fin de mercato, Anthony Le Tallec qui a inscrit quatre buts lors des six premières journées de L2 avec l'AJ Auxerre, s'engage trois ans en faveur du club. Le français, vainqueur de la Coupe de France en 2007 avec Sochaux, vient remplacer numériquement Samassa qui est parti quatre jours plus tôt.
Quelques heures avant le début du mercato hivernal, Foued Kadir, auteur de six buts et de quatre passes décisives depuis le début de la saison, est annoncé à Marseille. Il y signera officiellement le 2 janvier. Le 4 janvier, Younousse Sankharé est prêté six mois avec option d'achat.
Le 10 janvier 2013, le site officiel des Corinthians officialise l'arrivée du défenseur central brésilien Gil. Il sera remplacé le 15 janvier par le défenseur lavallois Lindsay Rose, qui signe conjointement avec le milieu offensif israélien Maor Melikson.

### Préparation d'avant-saison
Le VAFC commence sa préparation par un match face au club belge du Zulte Waregem à Saint-Amand-les-Eaux. Dossevi et Gil marqueront les deux buts valenciennois pour un score final de 2-2. Le 14 juillet, jour de la fête nationale française, Valenciennes est défait par le SCO d'Angers 0-2 à Guichen. Pour le troisième match de préparation, VA se déplace sur la pelouse de Mons. Malgré l'ouverture du score de Danic, les Belges vont renverser la tendance et s'imposer 2-1.
Pour leur quatrième match de préparation, le VAFC va retrouver le Stade du Hainaut, où il sera opposé au Stade de Reims. Si le score final est de 1-1, ce match a permis au 4 528 spectateurs du stade de voir les nouveaux maillots extérieurs de leur équipe. Après ce stage, VA termine sa préparation par une défaite et une victoire, contre les pensionnaires de division 2 belge du Royal Antwerp Football Club (3-2) et le club néerlandais d'Helmond Sport (3-1).
Au total, l'équipe valenciennoise marque neuf buts, pour onze encaissés.

## Compétitions

### Championnat
La saison 2012-2013 de Ligue 1 est la soixante-quatorzième édition du championnat de France de football et la onzième sous l'appellation « Ligue 1 ». La division oppose vingt clubs en une série de trente-huit rencontres. Les meilleurs de ce championnat se qualifient pour les coupes d'Europe que sont la Ligue des Champions (le podium) et la Ligue Europa (le quatrième et les vainqueurs des coupes nationales). Le VAFC participe à cette compétition pour la trente-deuxième fois de son histoire et pour la septième fois consécutivement depuis la saison 2005-2006.
Les principaux favoris pour le titre sont le Paris Saint-Germain (PSG), l'Olympique Lyonnais (OL) et le LOSC Lille. L'Olympique de Marseille (OM) et les Girondins de Bordeaux font offices d'outsiders.
Les relégués de la saison précédente, le Stade Malherbe de Caen, le Dijon FCO et l'AJ Auxerre, sont remplacés par le Sporting Club de Bastia, champion de Ligue 2 en 2011-2012, le Stade de Reims, de retour en première division après trente-trois années d'absence, et son voisin l'ES Troyes AC.

#### Août - Journées 1 à 3

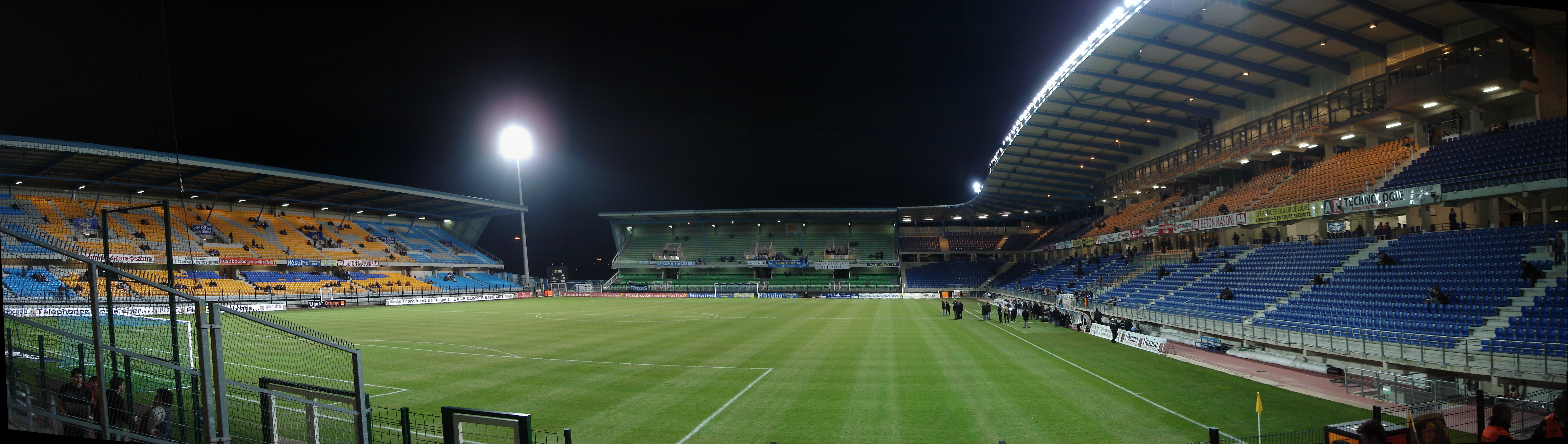
C'est au Stade de l'Aube à Troyes que le VAFC va remporter son premier match

Valenciennes commence sa saison le 11 août 2012 en déplacement chez le fraîchement promu Troyes. Alors que les locaux dominaient les débats, VA ouvre le score contre le cours du jeu. Dossevi centre depuis l'aile droite sur Rincon qui marque contre son camp. VA empoche sa première victoire à l’extérieur de la saison, sans marquer.
Lors de la journée suivante, l'équipe botte face à une bonne équipe de Nice dans une rencontre équilibrée. Malgré deux occasions nettes de Camara et de Mamadou Samassa, le VAFC ne parvient pas à prendre l'avantage et recule au 9e rang.
VA joue son 3e match de championnat face au club corse d'Ajaccio. C'est la deuxième rencontre de la saison au Stade du Hainaut, les Valenciennois sont dans l'obligation de s'imposer. En effet, les nordistes ont toujours établi leur maintien à domicile. Les deux équipes n'ont jusque là encaissé aucun but. Le début de match est parfaitement dominé par les Valenciennois, qui ouvrent la marque par l'intermédiaire de Samassa à la 16e minute de jeu. En seconde période, le nouvel arrivant de l'ASSE, Loris Néry double la mise grâce à une action individuelle de grande classe. Enfin, Foued Kadir tout juste entré en jeu, frappe un coup franc que le gardien corse David Oberhauser ne parvient pas à bloquer. VA remonte à la 4e place et garde sa cage inviolée.

#### Septembre - Journées 4 à 7
Une semaine plus tard, le VAFC joue son premier gros match face à Lyon à Gerland. À la suite d'un corner botté par Danic, Gil inscrit le premier but de la rencontre. Cinq minutes plus tard, Michel Bastos égalise avant que Gomis donne l'avantage pour l'OL sur penalty. Grenier inscrit le troisième but de son équipe. Après un autre corner, Rémi Gomis trompe Vercoutre d'une reprise du gauche, mais le but est annulé pour un hors jeu pourtant inexistant. Finalement, Après un coup franc raté de Carlos Sánchez, Pujol marque le dernier but du match en déviant le ballon dans les filets lyonnais. VA descend au 6e rang.
Après la trêve internationale qui a vu l'Équipe de France et son nouvel entraîneur Didier Deschamps enchaîner deux victoires face à la Finlande et la Biélorussie, la Ligue 1 peu reprendre ses droits. Et c'est face au girondins de Bordeaux, toujours invaincu, que les Valenciennois jouent leur cinquième match de la saison. Daniel Sanchez décide de titulariser pour la première fois Anthony Le Tallec qui arrive en pleine forme. En effet, le Français a déjà inscrit quatre buts lors des six derniers matchs auxerrois. La plus grosse occasion du match est à mettre du côté nordiste, dès la 20e minutes de jeu, Isimat-Mirin bat Carrasso d'une tête croisée mais Mariano dégage sur sa ligne. Rien ne sera marqué dans ce match qui est dans l'ensemble, équilibré.
La semaine suivante, Valenciennes se rend en Bretagne face à Brest. Après une première mi-temps avec de bonne intention qui a vu VA dominer son homologue breton, notamment grâce à l'ouverture du score de Dossevi, la seconde période sera tout autre. À la suite d'un centre de Lorenzi pourtant sans danger, Penneteau rate sa sortie et voit Jonathan Ayité, opportuniste, pousser le ballon dans les buts valenciennois. Un quart d'heure plus tard, Gil déséquilibre Ben Basat dans la surface. Les Brestois obtiennent donc un penalty généreux et un coup de pouce de l'arbitre qui expulse le défenseur central brésilien d'un carton rouge qui semble sévère. Ben Basat transformera le penalty. VA s'incline, pour la deuxième fois de la saison.
La septième journée de Ligue 1 oppose le VAFC à l'Olympique de Marseille. L'OM qui a gagné tous ses matchs jusque-là, se déplace au Stade du Hainaut, où Valenciennes est toujours invaincu depuis le début de l'exercice 2012-2013. Valenciennes reste sur deux défaites, face à Brest, et Monaco qui les a éliminés en Coupe de la Ligue. VA va ouvrir le score sur un coup franc de Danic qui trompe Mandanda pleine lucarne. Danic encore lui, va servir Anthony Le Tallec après avoir intercepté une touche olympienne. L'ancien Auxerrois marque alors son tout premier but de la saison avec son nouveau club. Cinq minutes plus tard, Mandanda se rate dans son dégagement, ce qui profite à Foued Kadir, qui marque alors le troisième but valenciennois. En seconde période, Le Tallec marque le quatrième but nordiste à la suite d'un centre de Kadir sur la gauche. Enfin, Jordan Ayew réduit l'écart d'un match complètement maîtrisé par le VAFC. À noter que ce match a permis d'occasionner un nouveau record d'affluence au Stade du Hainaut en Ligue 1.

#### Octobre - Journées 8 à 10
Le VAFC dispute son deuxième match automnal au Stadium du Toulouse FC. Malgré la domination des locaux, Valenciennes va ouvrir la marque grâce à son milieu offensif Foued Kadir, qui après un centre de Danic et une mauvaise passe d'un défenseur toulousain, va fusiller le but du gardien adverse. Trois petites minutes plus tard, Carlos Sánchez tire un coup franc. Et c'est avec une faute de main d'Ahamada que l'international colombien inscrit le deuxième but de la rencontre. En seconde période, une tête de Ben Yedder et une frappe à ras de terre d'Adrien Regattin dans les arrêts de jeu permettent au club toulousain d'égaliser.
Valenciennes va jouer un amical contre la lanterne rouge de Ligue 2 Sedan à Cambrai pendant la trêve internationale. Daniel Sanchez fait tourner l'effectif et permet ainsi à tous les joueurs appelés de prendre du temps de jeu. Menés 0-2 à la pause, les Valenciennois vont réagir et chercher le match nul grâce à un doublé de leur ailier gauche Gaël Danic.
Trois semaines après son dernier match à domicile, les Valenciennois défient Lorient, qui est toujours invaincu en championnat. L'ouverture du score intervient dès la septième minute sur un corner de Traoré repris parfaitement par le jeune Corgnet. VA égalise quelques minutes plus tard grâce à son Colombien Carlos Sánchez puis prend l'avantage grâce à un gros travail du latéral gauche camerounais Bong qui trouve parfaitement Anthony Le Tallec. La seconde période est largement contrôlé par les Nordistes, qui marquent quatre buts : Gaël Danic sur penalty, Vincent Aboubakar qui marque ses deux premiers buts de la saison et enfin Le Tallec qui s'offre un doublé après un tir puissant du gauche sur la transversale du gardien breton Fabien Audard. Ce match est notamment marqué par deux expulsions lorientaises : Arnaud Le Lan à la suite d'un geste ou d'une parole déplacée envers Foued Kadir et Innocent Emeghara après un tacle par derrière dangereux.
Le samedi 27 octobre, les rouges et blancs se déplacent à Lille pour le premier LOSC-VA au Grand Stade Lille Métropole devant 45 497 spectateurs. Dès la 2e minute, le LOSC ouvre le score sur une erreur de Gaëtan Bong qui envoie le ballon dans les buts de Nicolas Penneteau. Dimitri Payet double la mise à la 41e minute sur un tir croisé. En seconde période, Valenciennes domine légèrement le jeu jusque Gaël Danic sur le côté gauche donne une passe décisive a Anthony Le Tallec qui réduit l'écart, à 20 minutes de la fin. Finalement, le LOSC remporte le premier derby dans sa nouvelle enceinte. De son côté, VA met un terme à son invincibilité de 3 matchs (2 victoires, 1 nul) en chutant de la 5e a la 6e place tout en restant la meilleure attaque du championnat avec 20 buts en 10 matchs.

#### Novembre - Journées 11 à 14

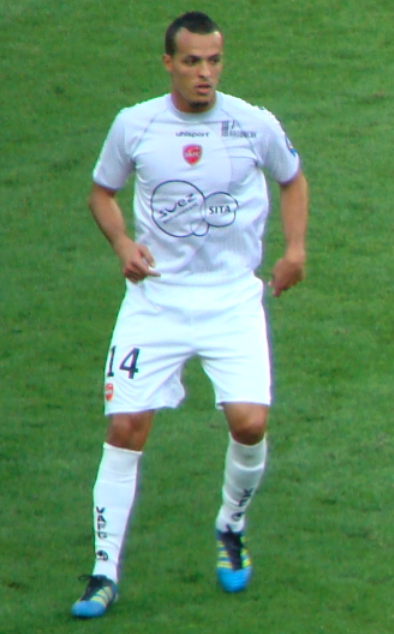
Auteur de quatre buts et de trois passes décisives, le milieu offensif Foued Kadir a été logiquement élu Rouge et Blanc du mois de novembre.

Après une défaite logique chez le voisin lillois, les Valenciennois sont opposés au FC Sochaux. Anthony Le Tallec, blessé, est remplacé par Pujol qui fait son retour au Stade du Hainaut. Grâce à un Kadir des grands soirs (auteur de deux passes décisifs et d'un but), VA s'impose 3-1 et reste en contact avec les places européenne. C'est le meilleur début de saison du club depuis 2007/2008 où les nordistes avaient un bilan semblable (cinq victoires, trois nuls et trois défaites).
Pour la 12e journée du championnat, les hommes de Daniel Sanchez se déplacent à Furiani face à Bastia. Le VAFC ouvre le score a la 32e minute par Foued Kadir sur une passe lobée de Gaël Danic, qui trompe le portier corse (0-1). Bastia égalise sur penalty sur une faute peu évidente de Gil à 5 minutes de la fin de la première période (1-1). Les Corses doublent la mise en seconde mi-temps sur un centre dans la surface de réparation qui trompe Penneteau sur une défense absente (2-1). À la 78e minute, l'international algérien signe un doublé d'un tir en dehors de la surface de réparation en pleine lucarne pour revenir a 2-2, et les rouges et blancs vont s'imposer sur une passe de Kadir pour Mathieu Dossevi sur un tir qui s’échappe des gants de Noveas à 10 minutes de la fin (2-3). Les Valenciennois gagnent pour la première fois de leur histoire à Furiani en Ligue 1. Au classement, VA reste a la 5e place à deux points des Parisien et des Marseillais et 1 point de Lyon (avec un match en moins avec Marseille), il faut remonter en novembre 1968 pour voir cette performance au bout de 12 journées.
Devant 14 967 personnes au Stade du Hainaut, le VAFC reçoit Montpellier lors de la 13e journée pour conserver sa série d'invincibilité. Le champion de France ouvre le score à la 15e minute sur une reprise de Gaëtan Charbonnier que Penneteau ne parvient pas a dévier (0-1). À la 39e minute, Valenciennes revient dans la partie, Le Tallec profite d'une main montpellieraine pour donner une passe décisive à Grégory Pujol et égaliser (1-1). En seconde période, Montpellier termine la rencontre à dix sur un tacle sévère de Jamel Saihi sur Danic. Finalement, les deux équipes se quittent sur un nul logique, et au classement, VA chute d'une place (6e) à trois points des Lyonnais nouveaux leaders du championnat.
Le VAFC se déplace à Saint-Étienne pour le compte de la 14e journée. Les verts ouvrent le score en 2e mi-temps grâce à l'ancien Caennais Romain Hamouma (1-0). Valenciennes aurait pu revenir dans la partie à la suite d'une main dans la surface de réparation stéphanoise mais l'arbitre n'accorde pas le penalty qui aurait permis aux Valenciennois de repartir de Geoffroy-Guichard avec un point.

#### Décembre - Journées 15 à 19
Ce 1er décembre, les rouges et blancs affrontent le Stade de Reims pour la 15e journée, une confrontation qui ne s'est pas produite depuis la saison 1978-1979. VA ouvre le score à la 5e journée sur une passe de Gaëtan Bong pour Kadir qui marque son 6e but de la saison. Au bout d'un match pauvre en occasion et de contres dangereux de Reims, le VAFC l'emporte 1-0. Les hommes de Daniel Sanchez remontent a la 5e place à un point du Paris SG et de Saint-Étienne (4e et 5e).
Lors de la 16e journée du championnat, le VAFC se déplace chez la lanterne rouge l'AS Nancy-Lorraine. Les Nancéiens ouvrent le score sur un corner a la 31e minute d'une tête de Jordan Loties qui trompe Nicolas Penneteau. Les rouges et blancs vont égaliser en seconde période sur un coup franc de Foued Kadir détourné par Massadio Haïdara qui marque contre son camp (1-1). VA quitte le stade Marcel-Picot avec un point tout en conservant sa 5e place.
Après sept mois d'invincibilité au Stade du Hainaut, les Valenciennois chutent lourdement face au Paris Saint-Germain 4 à 0. Malgré avoir fait jeu égal en première période, les rouge et blanc sont impuissants en deuxième mi-temps face à l'armada offensive parisienne. C'est le plus gros revers du club à domicile depuis la remontée en Ligue 1.
Trois jours plus tard, Valenciennes se déplace à Rennes pour le compte de la 18e journée. Mais dès le début de la rencontre, les Bretons ouvrent la marque par l’intermédiaire de Feret. Les Nordistes valeureux sont proches de l'égalisation, mais les locaux font le break à vingt minutes de la fin grâce à Pitroipa, qui a longuement fait souffrir la défense valenciennoise. Cette défaite montre les difficultés offensives qu'éprouve le club depuis la victoire en Corse, à Bastia.
Pour le dernier match de l'année 2012, les hommes de Daniel Sanchez reçoivent Évian Thonon-Gaillard devant 14 300 spectateurs. Le VAFC ouvre le score a la 13e minute par Grégory Pujol sur une petite volée dans la surface de réparation (1-0). À la 33e minute, les Savoyards égalisent grâce à Saber Khalifa. Au milieu de la 2e période, les rouges et blancs reprennent l'avantage sur une passe décisive d'Anthony Le Tallec pour José Saez (2-0). Ce dernier n'avait plus marqué depuis septembre 2011 (et un match nul face à Marseille 1-1). Valenciennes termine la phase aller avec 29 points (8 victoires, 5 nuls et 6 défaites) et une très belle 6e place, la meilleure place occupée par le club à la mi-saison depuis son retour dans l'élite en 2006.

#### Janvier - Journées 20 à 22
Une petite semaine après la défaite aux tirs au but face à Istres en coupe de France, le VAFC se déplace au Stade du Ray à Nice, surprenant également depuis le début de saison. Le club va subir sa seconde plus lourde défaite depuis son retour en Ligue 1, en encaissant cinq buts : une défaite qui fait rechuter le club nordiste à la 10e place.
Un second déplacement consécutif, cette fois à Ajaccio, est au programme des Valenciennois pour la 21e journée de Ligue 1. Les Corses ouvrent le score en première période grâce à Adrian Mutu. Les Valenciennois égalisent en seconde période à la suite d'une passe décisive de Dossevi sur le côté droit pour Opa Nguette qui trompe Guillermo Ochoa le gardien de l'ACA. Valenciennes repart avec le point du nul (le premier point pris à l’extérieur depuis le déplacement à Nancy lors de la 16e journée), et chute pour la première fois en 2e partie du classement (11e).
Après un mois sans match de championnat au Stade du Hainaut, les Valenciennois reçoivent l'Olympique lyonnais. Ces derniers ouvrent la marque après un peu plus de cinq minutes et un tir de Fofana à l'entrée de la surface de réparation. La passe décisive d'Alexandre Lacazette pour Bafétimbi Gomis à la demi-heure de jeu permet à l'OL de faire le break. C'est la deuxième défaite à domicile pour VA après celle face au Paris Saint-Germain, des Valenciennois qui enchaînent leur 3e match sans victoires (deux défaites et un nul). L'équipe ressent cruellement l'absence de ses trois joueurs phares : Grégory Pujol, Gaël Danic et Foued Kadir.

#### Février - Journées 23 à 26

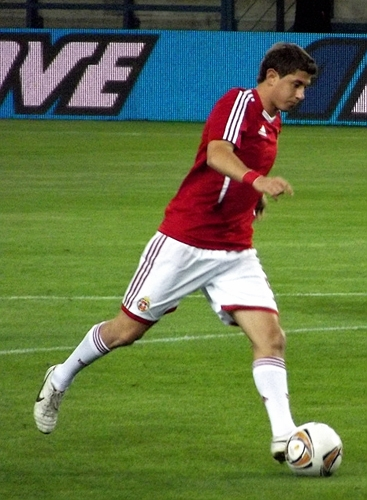
Arrivé pour pallier le départ de Kadir à Marseille, Maor Melikson est à l'origine du premier but du VAFC face à Brest.

Deux semaines après être allé chercher un bon point à Ajaccio, le VAFC se déplace à Bordeaux avec l'espoir de réaliser au moins la même performance. Sur le corner d'Obraniak, Nicolas Penneteau repousse la tête de Sané, mais Bellion suit et marque de près. À vingt minutes du terme, Trémoulinas déborde sur l'aile gauche, entre dans la surface et sert Obraniak qui conclut du gauche pour un score de 2-0. Les Valenciennois, qui semblaient capables de ramener un résultat positif de ce déplacement, sont tombés sur un Carrasso des grands soirs.
La journée suivante voit le VAFC recevoir Brest pour un duel de mal classés au stade du Hainaut. Les deux équipes affichent un rythme de relégable depuis la trêve hivernale, ce qui leur vaut de pointer aux 12e et 15e rangs du classement. Maor Melikson, qui fête sa première titularisation sous le maillot rouge et blanc, se recentre avant de frapper pied droit. Thébaux, le gardien breton, repousse directement dans les pieds de Mathieu Dossevi qui ajuste une belle reprise croisée du pied droit pour l'ouverture du score en faveur des Nordistes. Quelques secondes avant la mi-temps, une frappe tout à fait anodine de Rudy Mater, décochée à vingt mètres de la cible offre le break au VAFC. La réduction du score de Raspentino en fin de match n'y changera rien et Valenciennes s'impose pour la première fois depuis quatre matchs.
VA se déplace ensuite au Vélodrome pour affronter l'Olympique de Marseille, des Marseillais que les rouges et blancs avaient battus 4-1 lors du match aller. Après avoir tenu courageusement le point du nul jusqu'à la 90e minute de jeu, les Nordistes cèdent à la dernière seconde. Rod Fanni reprend victorieusement la balle de l'extérieur du droit au point de penalty.
Pour le compte de la 26e journée de championnat, le VAFC reçoit Toulouse. La pelouse compliquée et la bonne défense adverse empêchent d'un côté comme de l'autre le rythme de jeu de progresser dans une partie jugée ennuyeuse. VA empoche un point et reste 11e.

#### Mars - Journées 27 à 30
Le 2 mars, Valenciennes se déplace à Lorient, défait une seule fois à domicile cette saison. 11e du classement, les Valenciennois n'ont gagné qu'un seul de leurs sept derniers matches en championnat et surtout ne se sont plus imposés à l'extérieur depuis le mois de novembre, à Bastia lors de la 12e journée. Lors du match aller, VA avait écrasé les Bretons 6-1. Les Merlus ouvrent le score sur leur première occasion : servi à l'entrée de la surface, Jérémie Aliadière manque sa reprise et sa frappe se transforme en passe pour Kévin Monnet-Paquetqui reprend du pied droit et trompe Penneteau. À dix minutes de la fin, une main lorientaise permet à Gaël Danic d'égaliser sur penalty et de ramener un bon point.
La journée suivante voit le derby du Nord entre Valenciennes et Lille à l'occasion de la 28e journée du championnat. VA n'a signé qu'une seule victoire en 2013 (face à Brest) ce qui en fait la 19e équipe du championnat depuis le début d'année avec quatre buts marqués. Valenciennes, qui rêvait d'Europe, doit maintenant penser au maintien. Sur les six dernières saisons, Lille ne s'est jamais imposé à Valenciennes et n'a marqué qu'un seul but lors de ses cinq dernières venues pour un bilan de trois nuls et deux défaites. Les Valenciennois ouvrent le score par l’intermédiaire de Melikson, quelques minutes après un but injustement refusé de Carlos Sanchez. Mais les Dogues inscrivent trois buts et s'imposent 1-3 au Stade du Hainaut. VA descend à la 12e place.
Une semaine plus tard, VA se déplace à Sochaux. Huit points séparent Valenciennes des Lionceaux, premiers relégables. Valenciennes reste sur quatre matches sans victoire (deux nuls, deux défaites). Le début de match est très compliqué pour VA, qui subit et encaisse un but dès la 7e minute de jeu à l'aide de Ryad Boudebouz. À la suite d'une première mi-temps catastrophique défensivement, les rouges et blancs profitent d'une de leurs rares occasions pour égaliser ; Opa Nguette est le buteur. Les Nordistes enchaînent un cinquième match sans victoire.
Deux semaines après la trêve internationale, VA reçoit Bastia. L'objectif pour le VAFC est de renouer avec le succès devant son public et la venue d'une formation corse généralement peu inspirée hors de ses bases pourrait tomber à point nommé. Mais le Sporting qui reste sur un succès éclatant face à Lyon (4-1) arrive au Stade du Hainaut en pleine confiance. À la dixième minute de jeu, Rémi Gomis trompe Landreau pour ouvrir le score en faveur des locaux. L'égalisation corse va intervenir sur un contre éclair. Maoulida qui arrive lancé plein axe fusille Penneteau d'un tir du pied droit. Dix minutes plus tard, VA inscrit un second but sur penalty et prend l'avantage. En seconde période, Maoulida, encore lui, va placer une tête décroisée ne laissant aucune chance à Penneteau. À la 82e minute de jeu, Gaëtan Bong touche le ballon de la main et voit Florian Thauvin inscrire le troisième buts de son équipe. Les Bastiais n'en avaient pas fini là puisque cinq minutes plus tard, Thauvin récupère le ballon sur corner et au terme d'une longue chevauchée, entre dans la surface sur la droite et crucifie Penneteau d'un plat du pied gauche. Valenciennes va tout de même réduire la marque dans les dernières secondes : Grégory Pujol profite du cafouillage de la défense corse. C'est le troisième match sans victoire à domicile.

#### Avril - Journées 31 à 34
Le 6 avril, VA se déplace à la Mosson pour défier Montpellier, champion de France en titre. À la 18e minute de jeu, Camara ouvre le score. Nguette égalise pour Valenciennes à cinq minute de la mi-temps. Mais les buts de Daniel Congré et Younès Belhanda voient les rouges et blancs une nouvelle fois s'incliner, faisant par ailleurs de VA la pire équipe de l'année 2013, avec sept points pris depuis le début de la phase retour.
La 32e journée débute le vendredi 12 avril avec le VAFC face à l'AS Saint-Étienne. Les Valenciennois se montrent dominateurs face à une équipe privée de son attaquant Brandao, l'attaquant de VA Gaël Danic s'est montré très dangereux pour le gardien Stéphanois Stéphane Ruffier avec un coup franc détourné et un tir cadré en dehors de la surface de réparation. Finalement, les deux clubs se quittent sur le score de 0-0 très encourageant pour les hommes de Daniel Sanchez mais en chutant d'une place (14e).
Pour cause de finale de la Coupe de la Ligue le samedi à 21h00, les Valenciennois se déplacent au Stade Auguste-Delaune pour affronter le Stade de Reims le dimanche 21 avril à 17h00. Après 45 minutes de jeu, le score n’évolue pas et le VAFC se montre actif et méfiant des attaques des Rémois qui sont détournées par Benjamin Angoua par deux fois. En 2e mi-temps, Valenciennes marque le seul but de la rencontre sur une passe décisive de Gaël Danic pour Grégory Pujol qui retrouve la 3e place au classement des passeurs du championnat. Le VAFC s'impose sur le score de 1-0, il s'agit de la troisième victoire à l’extérieur de la saison et la deuxième en 2013.

### Coupe de France
La coupe de France 2012-2013 est la 96e édition de la coupe de France, une compétition à élimination directe mettant aux prises les clubs de football amateurs et professionnels à travers la France métropolitaine et les DOM-TOM. Elle est organisée par la FFF et ses ligues régionales.
Le tirage au sort des 32èmes de finale de la Coupe de France de football a eu lieu le 10 décembre, VA se déplacera au Stade Parsemain afin de défier le FC Istres.

### Coupe de la ligue
La Coupe de la Ligue 2012-2013 est la 19e édition de la Coupe de la Ligue, compétition à élimination directe organisée par la Ligue de football professionnel (LFP) depuis 1994, qui rassemble uniquement les clubs professionnels de Ligue 1, Ligue 2 et National.
Le tirage au sort qui s'est déroulé au siège de LFP a vu le VAFC rencontrer l'AS Monaco à Louis II. À la suite d'une accélération de Danic qui enchaine d'une frappe à ras de terre, VA ouvre la marque à Monaco. Quelques minutes plus tard, le capitaine monégasque Andreas Wolf va marquer contre son camp. Touré et Carrasco vont égaliser pour les joueurs de la principauté juste avant la mi-temps. Finalement, les nordistes vont craquer en prolongation : l'argentin Lucas Ocampos trompe Leca, avant que Touré n'inscrive le quatrième et dernier but de son équipe en toute fin de prolongation.

### Matchs officiels de la saison
Le tableau ci-dessous retrace dans l'ordre chronologique les rencontres officielles jouées par le Valenciennes FC durant la saison. Les buteurs sont accompagnés d'une indication entre parenthèses sur la minute de jeu où est marqué le but et, pour certaines réalisations, sur sa nature (penalty ou contre son camp).

## Joueurs et encadrement technique

### Encadrement technique

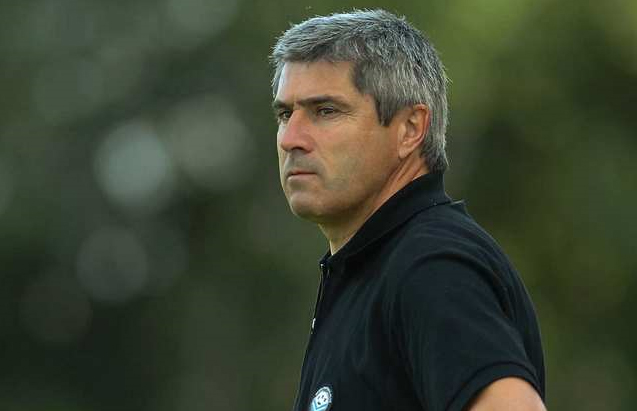
Daniel Sanchez entraîne le VAFC depuis 2011.

L'équipe est entrainée par Daniel Sanchez. Cet entraineur de 58 ans a fait ses débuts d'entraineur à Nice. Il rejoint ensuite le club japonais du Nagoya Grampus avec qui il reste deux saisons. Il fait ensuite son retour en France en tant qu'entraîneur de l'équipe de Tours. Après quatre saisons chez les tourangeaux, dont il a promu le club en Ligue 2 dès sa première année à la tête du club, il s'engage en 2011 avec Valenciennes. Il est assisté de Philippe Bizeul et Laurent Dufresne.
Laurent Dufresne est un ancien joueur du VAFC. Formé chez le club nordiste, il fait partie de l'équipe valenciennoise qui accède du National à l'élite en deux ans. Converti en entraineur dès la fin de sa carrière, il prend en charge les U17 du VAFC avant de devenir l'adjoint de Sanchez en juin 2012.
Jean-Christophe Hourcade est le préparateur physique du club. Il a rencontré Daniel Sanchez à l'AS Saint-Étienne alors qu'il était entraîneur adjoint avec Élie Baup. Depuis, il accompagne l'entraîneur valenciennois dans tous ses clubs professionnels. Laurent Denis est quant à lui l'entraineur des gardiens. Après avoir passé six années du côté de Nancy, il s'engage avec le club lors du début de saison 2011-2012.

### Effectif professionnel
L'effectif valenciennois n'a pas connu un gros bouleversement lors du mercato estival 2012. Les principaux cadres comme Renaud Cohade et Mamadou Samassa ont vite été remplacés par Marco Da Silva, joueur formé au club, et Anthony Le Tallec qui réalise un excellent début de saison avec son club de l'AJ Auxerre. Une autre arrivée remarquée, celle de Loris Néry. En manque de temps de jeu avec l'AS Saint-Étienne son club formateur, il s'engage avec VA pour quatre années. Bien qu'il soit formé en tant que défenseur central, Daniel Sanchez va décider de le replacer en tant que latéral gauche. Choix payant puisque le jeune joueur s'impose rapidement comme un titulaire indiscutable au sein du VAFC.
Le capitaine du club cette saison est Rudy Mater. Né dans le quartier valenciennois, il est formé à l'AS Cannes avant de rejoindre le VAFC en 2002. Depuis, il est le joueur le plus capé de l'histoire du club avec plus de 300 matchs à son actif.
Le gardien valenciennois est Nicolas Penneteau. Titulaire depuis 2006 et la remontée du club en Ligue 1, il est né à Marseille et est formé à Bastia comme sa doublure Jean-Louis Leca qui a rejoint le VAFC en 2008.
Enfin, la défense centrale est composée du français Nicolas Isimat-Mirin et du brésilien Gil. Isimat-Mirin a été formé à Rennes et est titulaire au club depuis la saison 2011-2012. Ses bonnes performances tapent dans l’œil du club voisin de Lille, qui a longtemps discuté avec les dirigeants valenciennois pour tenter de transférer le jeune espoir.

### Statistiques individuelles

#### Classement des buteurs
Mise à jour le 21 octobre 2012
Au 21 octobre 2012, le VAFC a inscrit en tout 19 buts en Ligue 1, dont 13 à domicile. Neufs joueurs valenciennois ont marqué en championnat.
En Coupe de la Ligue, l’équipe a inscrit deux buts, grâce à Gaël Danic et Andreas Wolf qui marque contre son camp.
Voici le classement des buteurs :
| Joueur            | Total | Ligue 1 | Coupe de France | Coupe de la Ligue |
| ----------------- | ----- | ------- | --------------- | ----------------- |
|                   |       |         |                 |                   |
| Grégory Pujol     | 6     | 6       |                 |                   |
| Gaël Danic        | 3     | 2       |                 | 1                 |
| Foued Kadir       | 2     | 2       |                 |                   |
| Carlos Sánchez    | 2     | 2       |                 |                   |
| Vincent Aboubakar | 2     | 2       |                 |                   |
| Grégory Pujol     | 1     | 1       |                 |                   |
| Mathieu Dossevi   | 1     | 1       |                 |                   |
| Gil               | 1     | 1       |                 |                   |
| Loris Néry        | 1     | 1       |                 |                   |
| Total             | 17    | 16      | 0               | 1                 |

#### Classement des passeurs décisifs
Mise à jour le 12 octobre 2012
Au 12 avril 2013, sur les 41 buts inscris en Ligue 1, 23 l'ont été grâce à une passe décisive. Les valenciennois comptent neuf passeurs décisifs ; voici leur classement :
- Gaël Danic : 7 passes décisives
- Foued Kadir : 4 passes décisives
- Anthony Le Tallec : 3 passes décisives
- Mathieu Dossevi : 3 passes décisives
- Gaëtan Bong : 2 passes décisives
- Maor Melikson : 1 passe décisive
- Grégory Pujol : 1 passe décisive
- Rémi Gomis : 1 passe décisive
- Nicolas Isimat-Mirin : 1 passe décisive

### Récompenses et distinctions
Le site officiel du club organise mensuellement un sondage pour désigner le Rouge et Blanc du mois. Les inscrits votent entre trois joueurs valenciennois.
Rouge et Blanc du mois d'août : Loris Néry, qui devance le défenseur central brésilien Gil et le gardien Nicolas Penneteau.
Rouge et Blanc du mois de septembre : Gil, qui devance le gaucher Gaël Danic et l'attaquant Anthony Le Tallec.
Rouge et Blanc du mois d'octobre : Anthony Le Tallec, qui devance Gaël Danic et Foued Kadir.
Rouge et Blanc du mois de novembre : Foued Kadir, qui devance Mathieu Dossevi et Grégory Pujol. 
Rouge et Blanc du mois de décembre : Gaël Danic, qui devance Vincent Aboubakar et Carlos Sanchez
Rouge et Blanc du mois de janvier : Mathieu Dossevi, qui devance Opa Nguette et Nicolas Penneteau
Rouge et Blanc du mois de février : Maor Melikson, qui devance Rudy Mater et Nicolas Penneteau
Rouge et Blanc du mois de mars : Opa Nguette, qui devance Nicolas Penneteau et Maor Melikson
Rouge et Blanc du mois d'avril : Lindsay Rose, qui devance Kenny Lala et Carlos Sanchez
Rouge et Blanc du mois de mai :

## Aspects juridiques et économiques

### Structure juridique et organigramme
Le Valenciennes Football Club se compose d'une association, titulaire du numéro d'affiliation de la FFF, et d'une société. L'Association VAFC gère le centre de formation, la section amateur et des stages à travers toute la France. La Société VAFC a le statut de société anonyme sportive professionnelle (SASP) depuis 2004.
Jean-Raymond Legrand est le président du Valenciennes Football Club. Alain Dhée est directeur général du club. Christophe Hugot est responsable de la branche commerciale du VAFC, Annabelle Viste est responsable financier, tandis que l'organisation et la sécurité sont assurées par Jean-Luc Duquesnoy. Plusieurs anciens joueurs figurent dans l'organigramme du club : Henri Zambelli est directeur sportif et conseiller du président, Frédéric Zago est responsable du centre de formation, Daniel Sanchez est l'entraîneur général, Jérôme Foulon s'occupant de la réserve. Le préparateur physique est Jean-Christophe Hourcade. Laurent Denis est l'entraîneur des gardiens.

### Éléments comptables
Le budget prévisionnel du VAFC pour la saison est de 32 millions d'euros, ce qui correspond au 13e budget de Ligue 1.

### Équipementiers et sponsors
Le VAFC signe en 2012 un contrat de trois ans avec l'entreprise de recyclage GDE. Le Groupe Prévoir signe également une collaboration avec le club nordiste pour cette saison. Enfin, le club entamera une neuvième saison de partenariat avec le constructeur automobile japonais Toyota.
Uhlsport, sponsor depuis la saison passée et ce pour encore une année, pose le nom de sa marque allemande au-dessus du logo valenciennois.
Par ailleurs, les partenaires institutionnels du club sont : La région Nord-Pas-de-Calais, Valenciennes Métropole et la ville de Valenciennes.

## Affluence et retransmission télévisée

### Affluence
Affluence du VAFC à domicile

### Retransmission télévisée
La saison 2012-2013 de Ligue 1 est la saison des bouleversements en termes de retransmissions télévisée. En effet, la Ligue de football professionnel (LFP) a choisi de prendre exemple sur les championnats étrangers et d'étaler les matchs sur les trois jours du week-end et sur plusieurs tranches horaires. Ainsi la journée de championnat débutera le vendredi soir à 21 h, un match sera diffusé samedi à 17 h, puis quatre matchs à 19 h et un à 21 h, enfin un match sera diffusé à 14 h le dimanche, puis un à 17 h et enfin un à 21 h.
De plus, l'apparition de nouveaux investisseurs (beIN Sport du groupe Al Jazeera) est venu bouleverser les habitudes des diffuseurs français. Ainsi le groupe Canal+ qui était le diffuseur majoritaire de la Ligue 1 les saisons précédentes verse désormais 420 millions d'euros de droits télévisuels à la LFP pour les matchs du dimanche soir qui seront à vingt-deux reprises les plus belles affiches de la journée, les matchs du samedi à 17h et les magazines footballistiques (Jour de foot, Canal Football Club, une nouvelle émission diffusée le vendredi soir et Total Ligue 1 diffusé le lundi). De son côté la chaine qatarie va débourser 150 millions d'euros pour le match du vendredi soir et du samedi qui seront à seize reprises les plus belles affiches de la journée, les matchs du dimanche à 14 h et à 17 h, et les quatre matchs restant le samedi à 19 h en offre pay per view.
Les droits télévisés seront versés par la LFP au VAFC au terme de la saison. À une part fixe qui revient de droit à chaque club de l'élite, sera ajoutée une partie variable qui est calculée à partir des résultats sportifs et de la notoriété de l'équipe.

## Équipe réserve
L’équipe réserve du VAFC sert de tremplin vers le groupe professionnel pour les jeunes du centre de formation du site du Mont Houy. Elle est entraînée par Jérôme Foulon et David Le Frapper.
Pour la saison 2012-2013, elle évolue dans le groupe A du championnat de France amateur, soit le quatrième niveau de la hiérarchie du football en France.